# René Mourlon
René Fernand Alexandre Mourlon (ur. 12 maja 1893 w Paryżu, zm. 19 października 1977 tamże) – francuski lekkoatleta (sprinter), wicemistrz olimpijski z 1920.
Wystąpił na igrzyskach olimpijskich w 1912 w Sztokholmie, gdzie odpadł w półfinale biegu na 100 metrów oraz w eliminacjach sztafety 4 × 100 metrów.
Na igrzyskach olimpijskich w 1920 w Antwerpii zdobył srebrny medal w sztafecie 4 × 100 metrów (biegła w składzie: René Lorain, René Tirard, Mourlon i Émile Ali-Khan) za zespołem Stanów Zjednoczonych. Na tych samych igrzyskach startował również w biegu na 100 metrów, ale odpadł w ćwierćfinale.
Na swych trzecich igrzyskach olimpijskich w 1924 w Paryżu odpadł w ćwierćfinale biegu na 100 metrów, a sztafeta 4 × 100 metrów z jego udziałem zajęła w finale 5. miejsce.
Był mistrzem Francji w biegu na 100 metrów w 1912 i 1922 oraz wicemistrzem w 1913, 1914, 1920 i 1925, a także brązowym medalistą na tym dystansie w 1924.
16 czerwca 1912 w Colombes wyrównał rekord Francji w biegu na 100 metrów czasem 11,0, a 21 czerwca 1924 w Colombes ponownie wyrównał ten rekord wynikiem 10,8. Był również dwukrotnym rekordzistą Francji w sztafecie 4 × 100 metrów: 42,8 29 sierpnia 1920 w Colombes i 42,4 9 sierpnia 1925 w Colombes.
Jego młodszy brat André Mourlon był także sprinterem, dwukrotnym olimpijczykiem.